# Liste der Naturdenkmale in Loffenau
| Naturdenkmale | Anzahl |
| ------------- | ------ |
| FND           | 0      |
| END           | 4      |
| Gesamt        | 4      |

Die Liste der Naturdenkmale in Loffenau nennt die verordneten Naturdenkmale (ND) der im baden-württembergischen Landkreis Rastatt liegenden Gemeinde Loffenau. In Loffenau gibt es insgesamt vier als Naturdenkmal geschützte Objekte, keines ist ein flächenhaftes Naturdenkmal (FND), alle sind Einzelgebilde-Naturdenkmale (END).
Stand: 1. November 2016.

## Einzelgebilde (END)
| Name                     | Bild | Kennung     | Einzelheiten | Position | Fläche Hektar | Datum         |
| ------------------------ | ---- | ----------- | ------------ | -------- | ------------- | ------------- |
| Bockstein                |      | 82160290007 | Loffenau     | ⊙        | 0,0           | 22. Okt. 1949 |
| Brennter Wald            | BW   | 82160290008 | Loffenau     | ⊙        | 0,0           | 22. Okt. 1949 |
| Buschenacker Eiche       | BW   | 82160290005 | Loffenau     | ⊙        | 0,0           | 22. Okt. 1949 |
| 4 Eichen                 | BW   | 82160290002 | Loffenau     | ⊙        | 0,0           | 4. Sep. 1953  |
| Legende für Naturdenkmal |      |             |              |          |               |               |